# Елізабет Крістіна фон Лінней
Елізабет Крістіна фон Лінней (швед. Elisabeth Christina von Linné, Elisabeth Christina Linnaea; 14 червня 1743 — 15 квітня 1782) — донька видатного шведського вченого Карла Ліннея. Відома як перша в Швеції жінка-ботанік у сучасному розумінні цього терміна.

## Біографія
Елізабет Крістіна народилася 14 червня 1743 року. Вона була другою дитиною у сім'ї Карла Ліннея (1707-1778) та його дружини Сари Елізабет Мореа (1716-1806), її старшим братом був Карл Лінней молодший (1741-1783). Отримала домашню освіту, в жодному учбовому закладі не навчалася. 
У 1764 році Елізабет Лінней вийшла заміж за майора Карла Фредріка Бергенгранца і мала двох дітей. Проте через декілька років вона повернулася до батьків через насильство з боку чоловіка. Вона померла у віці 39 років, і батьки звинувачували у ранній смерті  Карла Фредріка Бергенгранца.

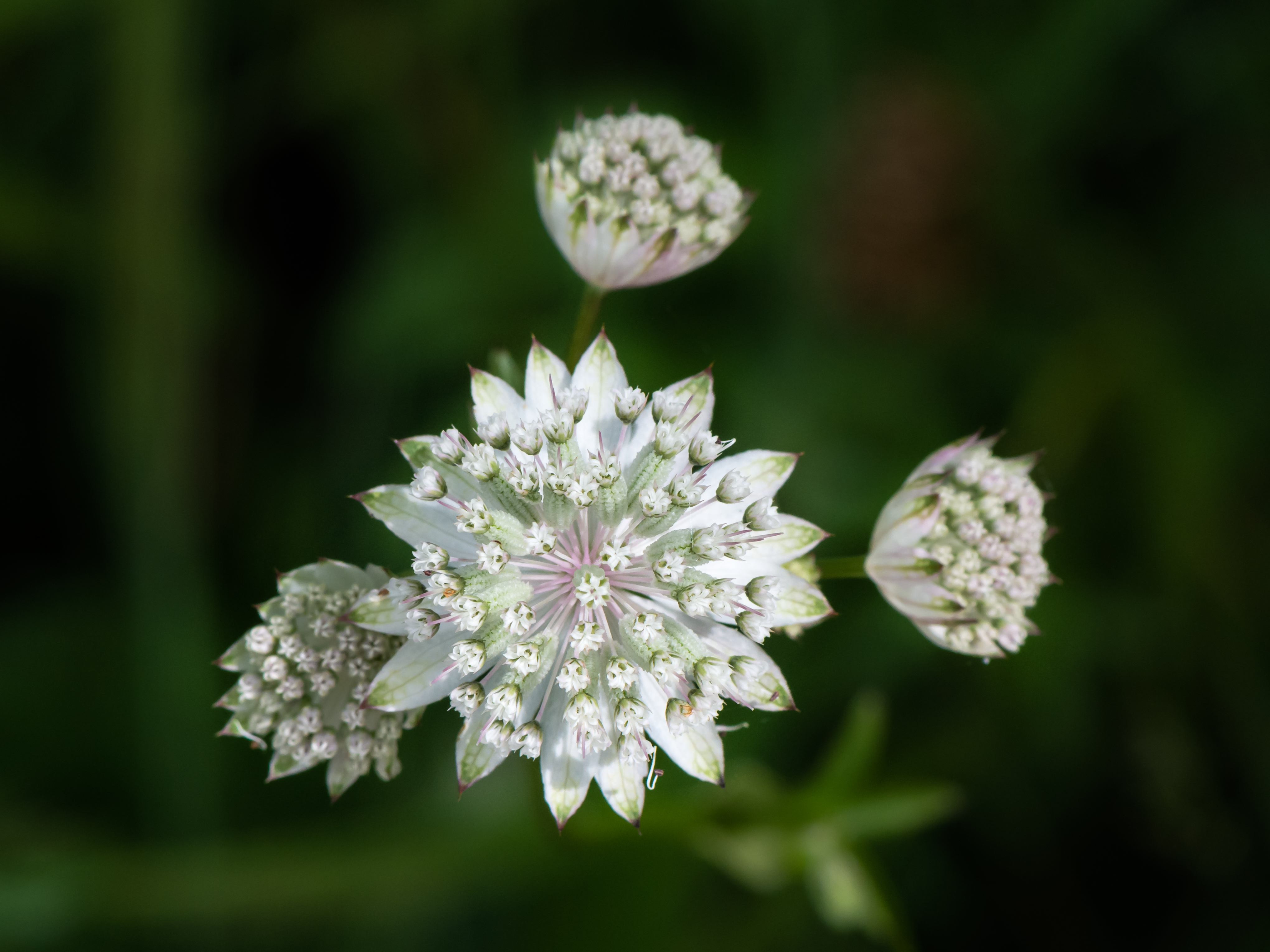
Суцвіття. Шведська популярна назва цієї рослини — «донька Ліннея» (Linnés döttrar)

## Наукова діяльність
Елізабет Лінней в сучасному розумінні згадується як перша жінка-ботанік Швеції, незважаючи на те, що вона не отримала жодної формальної освіти.
Саме вона вперше описала оптичне явище, при якому спостерігачеві здається, ніби яскраві квітки рослини красолі випромінюють світло і навіть виробляють невеликі спалахи світла. Це явище було названо на її честь "Феномен Елізабет Лінней"). Вона опублікувала свої спостереження за цією темою у статті Шведської королівської академії наук у 1762 році у віці 19 років. У статтю були включені коментарі Карла Ліннея.
На цю статтю звернув увагу відомий британський вчений та поет Еразм Дарвін (дід Чарльза Дарвіна): він посилався на неї у своїй публікації 1789 року The botanic garden, part II, containing the loves of the plants. Дарвін в статті також повідомив, що феномен був підтверджений публікаціями інших вчених та властивий багатьом рослинам з яскравими пелюстками, і найбільше проявляється у сутінках. Роботу Дарвіна читали відомі англійські поети Вільям Вордсворт та Семюел Тейлор Колрідж — у їх творчості можна знайти поетичний опис феномену, при якому рослина ніби підморгує людині. Таким чином, Елізабет Лінней, завдяки Еразму Дарвіну, вплинула на піонерів англійської романтичної поезії.

## Елізабет Лінней в літературі
Долі Елізабет Лінней присвячено опублікований у 2013 році роман Den som jag trodde skulle göra mig lycklig шведської письменниці Крістіни Вальден. У цьому романі розповідається про нещасливе кохання до Даніеля Соландера (1733—1782), одного з апостолів Ліннея, а також про те, як «її жага знань тоне в побутових турботах».